# Campaea
Genre
Campaea est un genre de lépidoptères (papillons) de la famille des Geometridae.

## Liste des espèces
D'après FUNET Tree of Life (10 avril 2019) :
- Campaea honoraria (Denis & Schiffermüller, 1775)
- Campaea margaritaria (Linnaeus, 1761) — le Céladon.
- Campaea perlata (Guenée, 1857) — l'Arpenteuse perlée.

## Espèce européennes
- Campaea margaritaria
- Campaea perlata

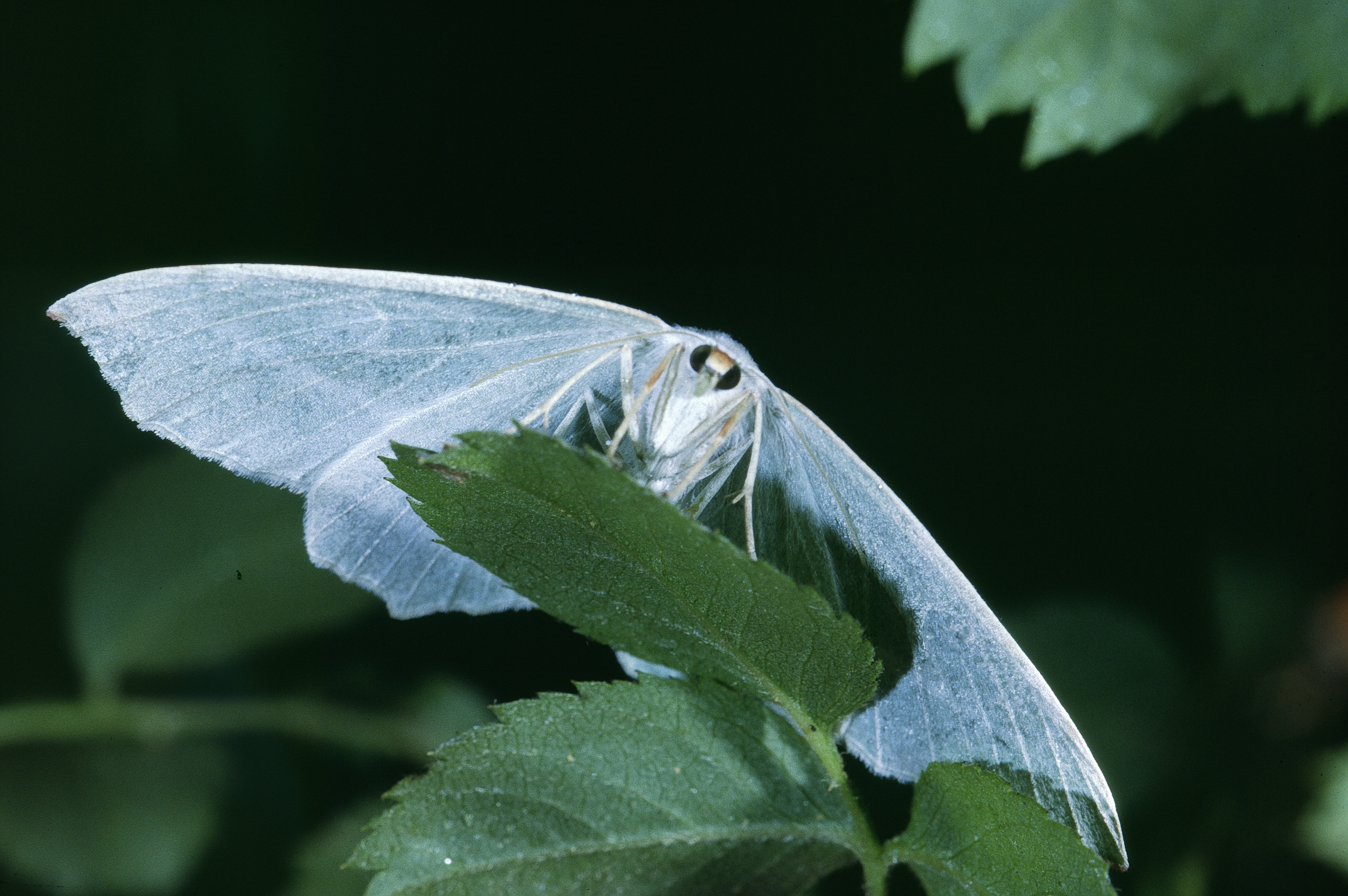
Campaea margaritaria.
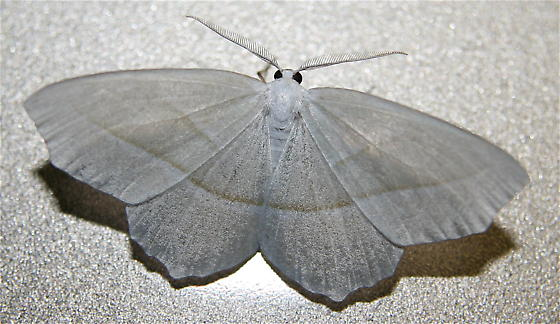
Campaea perlata.